# Šógunát Kamakura
Šógunát Kamakura (japonsky 鎌倉幕府, Kamakura bakufu), též kamakurský šógunát, byla feudální vojenská vláda Japonska v období Kamakura v letech 1185 až 1333. 
Šógunát Kamakura založil Joritomo Minamoto po vítězství v genpeiské válce a sám sebe jmenoval šógunem. Minamoto vládl Japonsku jako vojenský diktátor z města Kamakura ležícího na východě, zatímco císař se svým dvorem sídlil v oficiálním hlavním městě Heian-kjó (dnešní Kjóto), kde sehrávali spíš roli loutek. Kamakurští šógunové byli do roku 1226 příslušníky klanu Minamoto, do roku 1252 klanu Fudžiwara a posledních šest byli nižší princové císařské rodiny. Vládcem Japonska byl od roku 1203 do konce období Kamakura ve skutečnosti klan Hódžó, jehož příslušníci zastávali pozici šógunových regentů (šikken). Během trvání šógunátu proběhly roku 1221 takzvané nepokoje éry Džókjú neboli válka Džókjú a dvě mongolské invaze do Japonska v době Kublajchánovy vlády v letech 1274 a 1281. Kamakurský šógunát byl svržen roku 1333 během restaurace Kenmu za císaře Go-Daiga, kdy byla obnovena císařská vláda. Již v roce 1336 se však Takaudži Ašikaga postavil proti císaři a založil šógunát Ašikaga. To byl počátek období Nanbokučó.

## Historie

### Založení
Civilní moc držel v Japonsku historicky vládnoucí císař a jeho regenti, kteří byli obvykle jmenováni z vysokých úředníků císařského dvora a z příslušníků šlechtických klanů, které na dvoře soupeřily o moc. Vojenské záležitosti se řešily pod záštitou civilní vlády.
V letech 1180 až 1185 probíhala mezi klany Taira a Minamoto občanská genpeiská válka, jež byla vyvrcholením desítky let trvajícího násilného konfliktu mezi oběma klany o nadvládu u císařského dvora a o kontrolu nad Japonskem. Válka skončila porážkou klanu Taira a zřízením šogunátu Kamakura pod vedením Joritoma Minamota, který se roku 1192 jmenoval šógunem a vládl Japonsku jako diktátor. Politicky tak odsunul císaře a jeho dvůr do role pouhých symbolických loutek. Sídlem šógunátu určil město Kamakura, zatímco císařský dvůr zůstal nadále v Heian-kjó.

### Regentství klanu Hódžó

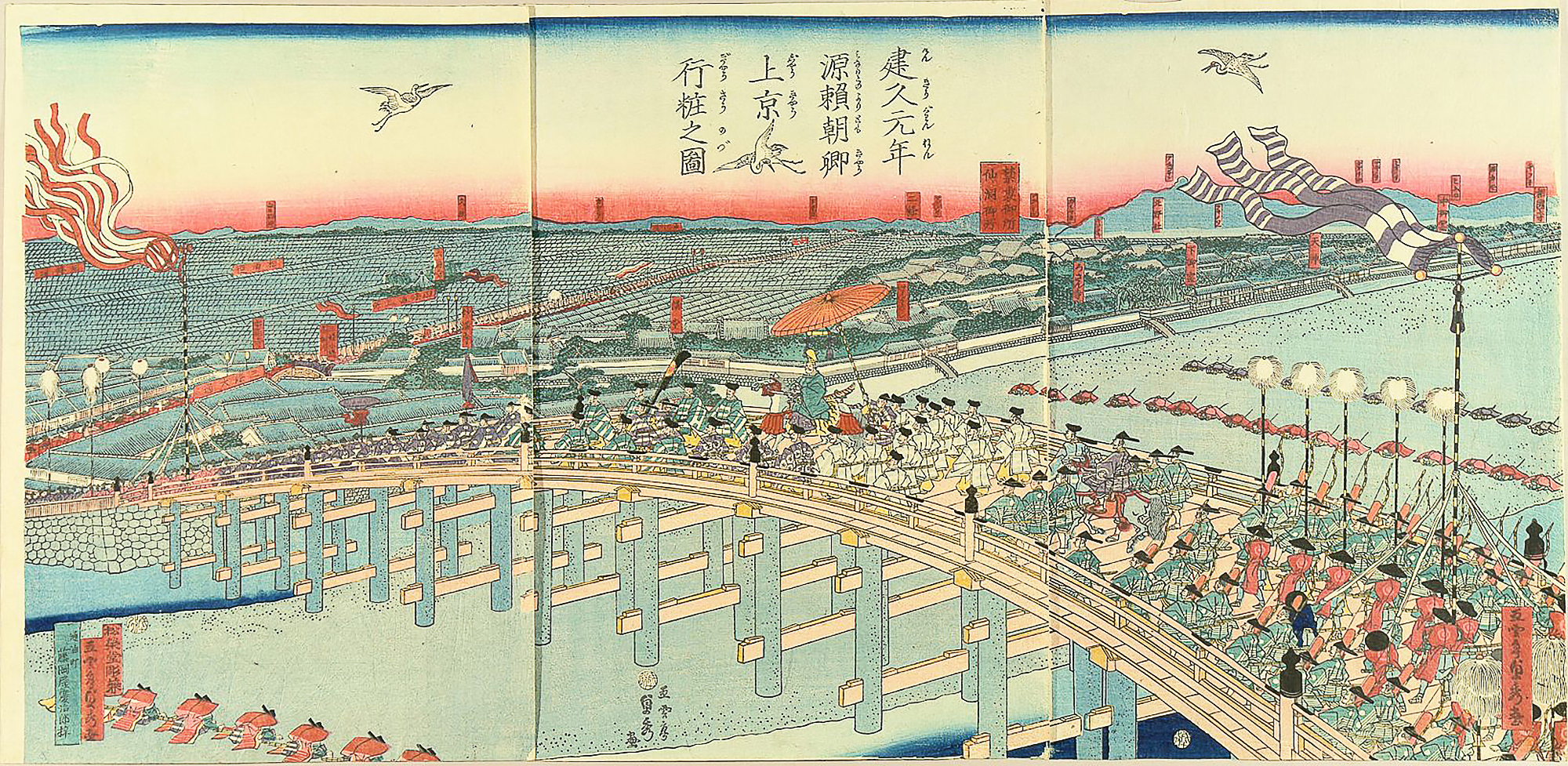
Průvod Joritoma Minamota na cestě do Kjóta v počátcích kamakurského šógunátu

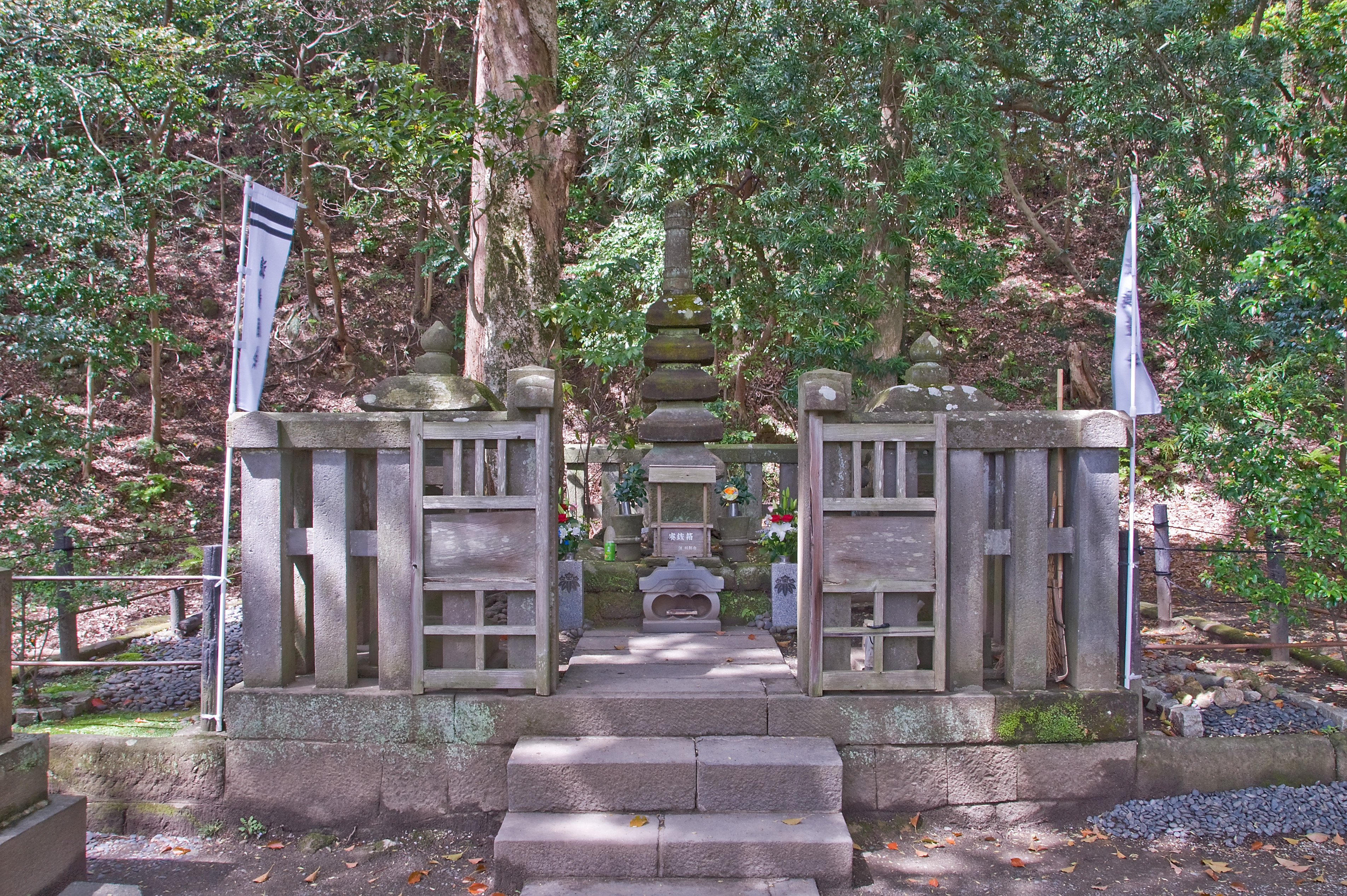
Hrob 1. kamakurského šóguna Joritoma Minamota

Joritomo Minamoto nečekaně zemřel dva dny poté, co byl v roce 1199 vysvěcen na buddhistického mnicha, a zanechal tak klan Minamoto oslabený. Otec jeho ženy, Tokimasa Hódžó, bývalý Minamotův poručník a ochránce, vznesl pro Joritomova syna Joriieho Minamota nárok na titul regenta (šikken). Tak se tento nárok časem stal pro klan Hódžó dědičný. V té samé době se vdově po Joritomovi Minamotovi, Masako Hódžó, podařilo získat sice neformální, ale natolik mocnou pozici, že ji lidé začali nazývat „šógunka“ namísto jejího syna Joriieho. Ale jak Joriie Minamoto dospíval, zkoušel uplatňovat skutečnou moc, což mělo za následek mocenský boj s klanem jeho vlastní matky Hódžó. Tyto konflikty vyvolaly v šógunátu značné napětí. Roku 1201 se klan Džó neúspěšně pokusil svrhnout během Keninského povstání klan Minamoto. Tokimasa Hódžó nakonec sesadil Joriieho Minamota, podpořil ve funkci nového šóguna jeho mladšího bratra Sanetoma Minamota a sám převzal úřad šikkena. Sanetomovi Minamotovi bylo v té době jen 12 let, a úřad proto fakticky vykonávala jeho matka Masako Hódžó. Minamotové tak zůstali titulárními šóguny, zatímco skutečnou moc měli Hódžóové. V roce 1204 se přívrženci Joriieho Minamota pokusili vyvolat povstání, jehož cílem bylo svrhnout nadvládu klanu Hódžó. Vojsko Hódžóů však povstalce porazilo a Joriie Minamoto byl popraven.
Roku 1205 se Tokimasa Hódžó pokusil sesadit Sanetoma Minamota v naději, že se novým šógunem stane jeho zeť. Jeho dcera Masako to však považovala za ohrožení svého postavení. Zorganizovala vraždu nepohodlného konkurenta a svého otce zapudila do kláštera. V roce 1219 byl Sanetomo Minamoto zavražděn svým vlastním synovcem a adoptivním synem Kugjóem.  Jelikož Sanetomo zemřel bezdětný, znamenalo to konec linie šógunů z klanu Minamoto. Od této chvíle měl klan Hódžó vše pod naprostou kontrolou. Po Sanetomově smrti působila jeho matka Masako dál jako skutečné centrum moci šógunátu. Dokud žila, regenti a šóguni se měnili, zatímco ona dál zůstávala u kormidla. Vzhledem ke skutečnosti, že klan Hódžó neměl takové postavení, aby mohl ze svého středu nominovat šóguna, musela si Masako najít vhodnou loutku. Stal se jí Joricune Kudžó či Fudžiwara, vzdáleně spřízněný s klanem Minamoto, který se stal 4. šógunem a loutkou, zatímco Jošitokimu Hódžóovi příslušela coby regentovi starost o každodenní záležitosti. Přestože byla jejich moc velmi omezená, byli budoucí šógunové vždy vybíráni buď z klanu Fudžiwara, nebo z císařské linie, aby se udržela čistota pokrevní linie spolu se zdáním legitimity pro vládu. Tento způsob předávání funkce se udržel po více než sto let.
Šógunát Kamakura tak spočíval na zvláštní pyramidě regentů a přisvojování moci. Skuteční vládci, totiž regenti Hódžó, si přisvojili moc od příslušníků klanu Minamoto, který si ji uzurpoval od císařů, kteří byli potomky císaře Kókóa, jenž si ji přisvojil od potomků císaře Seiwy. Nicméně regenti, šógunové a císaři si současně nadále udržovali svoje nominální pozice a žili vedle sebe. Režim byl však natolik stabilní, že vydržel celých 135 let, během nichž se vystřídalo 9 šógunů a 16 regentů.
V roce 1221 se bývalý císař Go-Toba pokusil získat ve válce Džókjú (承久の乱) znovu moc. Jeho povstání se však nezdařilo. Moc regentů Hódžó zůstala netknutá až do roku 1324, kdy císař Go-Daigo zorganizoval spiknutí s cílem svrhnout šógunát i s regenty. Jeho plány však byly vyzrazeny a spiknutí bylo zmařeno.

### Mongolské invaze

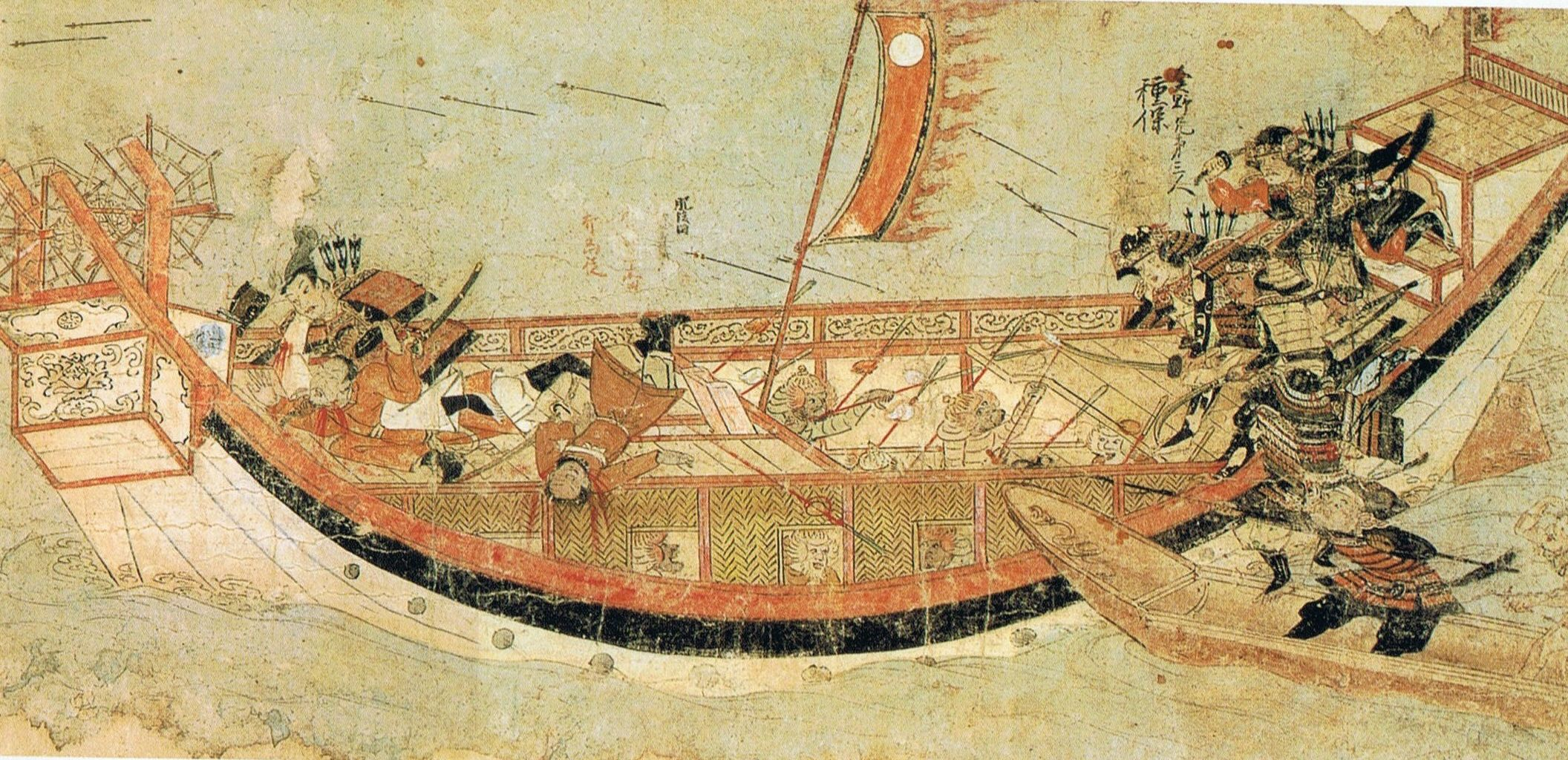
Samurajové útočí na mongolské lodě v roce 1281. Moko Šurai Ekotoba, asi 1293.

Za vlády chána Kublaje (Kublajchán) se Mongolové v letech 1274 a 1281 pokusili o námořní invazi do Japonska.
O padesát let dříve souhlasila šógunátní vláda s korejskými požadavky, aby se vypořádala s piráty Wo-kchou, kteří podnikali nájezdy na korejské pobřeží. Tato vstřícná diplomacie napomohla vytvořit mezi oběma státy přátelský vztah. Až takový, že Korejci, kteří mohli jen bezmocně přihlížet, jak se v jejich zemi usazuje okupační mongolská armáda, posílali do Japonska množství zpravodajských informací. Spolu se zprávami od japonských špionů na Korejském poloostrově tak měla šógunátní vláda slušnou představu o připravované mongolské invazi. Šógunát s opovržením odmítl Kublajův požadavek, aby se mu Japonsko podrobilo. První mongolské vylodění na japonské pevnině se uskutečnilo v zátoce Hakata na ostrově Kjúšú 19. listopadu 1274. Následujícího dne se strhla bitva Bun'ei (文永の役), známá též jako „První bitva v zátoce Hakata“. Mongolové sice měli vyspělejší zbraně i taktiku, ale jejich asi 40 000 mužů bylo přečísleno japonskými obránci, kteří se připravovali na útok měsíce dopředu, a navíc dostali včas posily. Celý den trvající bitvu přerušila až noční bouře, která zničila třetinu mongolských sil.
Kublaj se však nenechal odradit od svého záměru ovládnout Japonsko. Po návratu zbytku vojska na mongolské území opět vyslal do Kamakury poselstvo s důrazným požadavkem, aby se mu Japonsko podrobilo. To tak rozzuřilo vedení klanu Hódžó, že nechalo posly popravit a místo odpovědi Kublajovi začalo s výstavbou zdi na ochranu vnitrozemí Hakatského zálivu. Byla rovněž zřízena obranná stanoviště a sestaveny seznamy posádek. Šógunát dále posílil obranu západního pobřeží a nechal stavět lodě, jejichž úkolem bylo obtěžovat nepřátelské loďstvo, jakmile se objeví.
Mongolové se vrátili v roce 1281 s vojskem čítajícím asi 50 000 Mongolů, Korejců a Číňanů plus asi 100 000 branců z poražené jihočínské říše Sung. Tyto síly se vylodily na několika místech na ostrově Kjúšú a bojovaly s Japonci asi sedm týdnů. Obránci se však udrželi a Mongolové nedosáhli žádného strategicky významného úspěchu. V několika jednotlivých střetnutích známých společně jako bitva Kóan (弘安の役) nebo také „Druhá bitva v zátoce Hakata“ byly mongolské síly zatlačeny zpět ke svým lodím. A stejně jako v roce 1274 pomohl japonským obráncům nečekaný tajfun. Část invazních jednotek se urychleně nalodila, aby se námořníci mohli s bouří vypořádat na otevřeném moři. „Božský vítr“ neboli kamikaze, což byl silný tajfun, bičoval po dva dny, 15. a 16. srpna, pobřeží Kjúšú a zničil značnou část mongolského loďstva. Na jihu při tom zahynula asi polovina sungských odvedenců. Samurajové pobili tisíce invazních vojáků, kteří se nestihli včas nalodit. Tak ohromné materiální a lidské ztráty, jakož i vyčerpání korejského státu, který musel zajišťovat zásobování obou invazí, ukončily Kublajovy pokusy dobýt Japonsko. Slavný „Božský vítr“ kamikaze je od té doby považován za zachránce Japonska před nepřátelskou invazí.
Šógunátní vojsko drželo po další dvě desetiletí na západním pobřeží hlídky pro případ, že by se Mongolové pokusili o další invazi. Nicméně přetížení armády a značné finanční výdaje významně oslabily režim. Obranná válka navíc nepřinesla žádné zisky, jež by bylo možné rozdělit mezi válečníky, kteří v ní bojovali, což působilo nespokojenost. Také výstavba obranných zdí znamenala další náklady zvyšující beztak již napjatou finanční situaci.

### Úpadek a pád

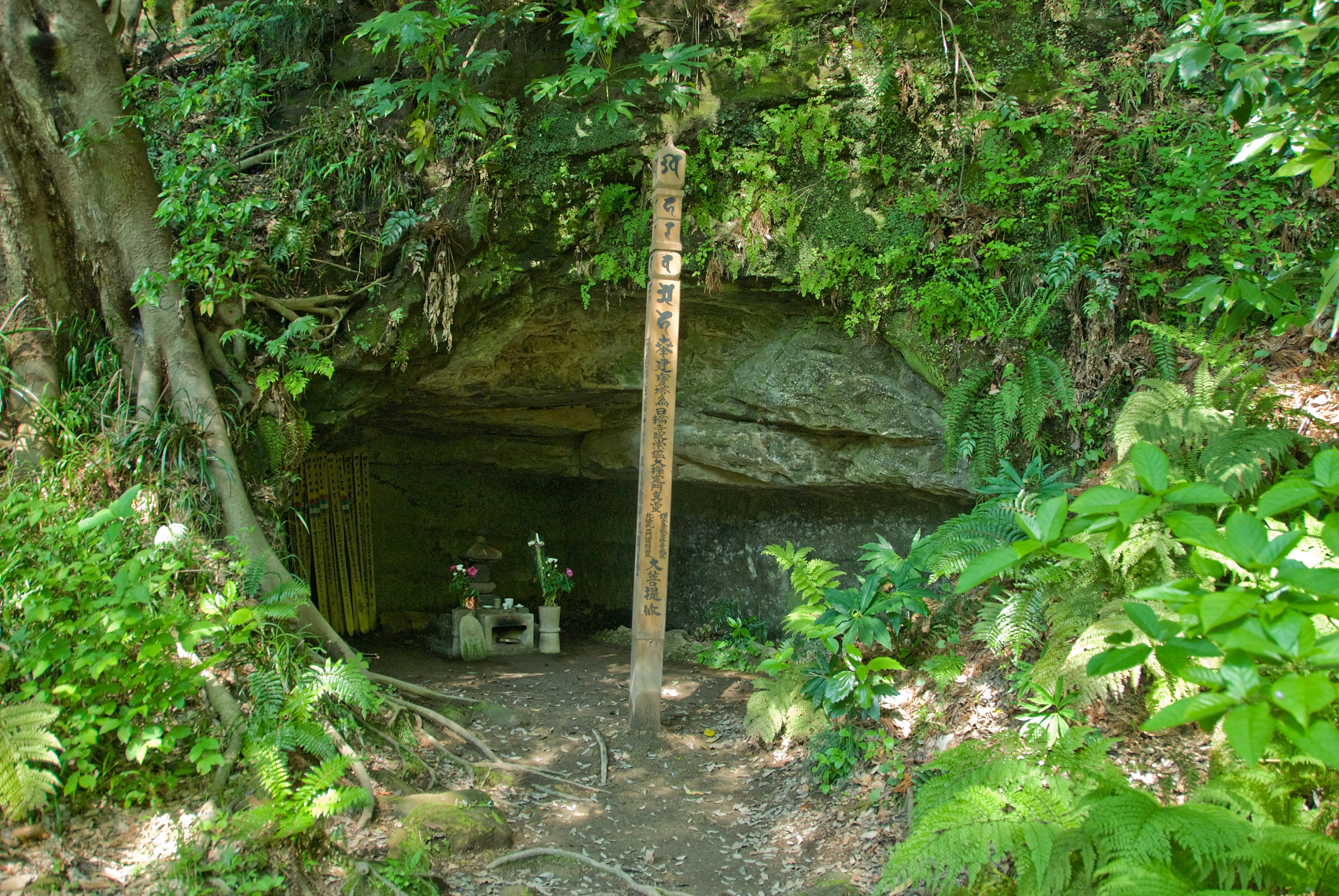
Místo rituální sebevraždy posledního kamakurského regenta Takatokiho Hódžóa a asi 870 příslušníků klanu Hódžó

Roku 1331 shromáždil císař Go-Daigo vojsko proti šógunátu Kamakura. Rozhořela se tak občanská válka označovaná jako válka Genkó (元弘の乱), která trvala až do roku 1333. Císařské vojsko však bylo poraženo generálem klanu Hódžó Takaudžim Ašikagou a Go-Daigo byl poslán do vyhnanství na souostroví Oki v dnešní prefektuře Šimane. Go-Daigovi se v roce 1333 podařilo za pomoci Nagatošiho Nawy z ostrovů Oki uprchnout, načež shromáždil v provincii Hóki (dnes prefektura Tottori) vojsko. Šógunátní vláda proti němu opět vyslala Takaudžiho Ašikagu. Ten se však, místo aby zničil císařovo vojsko, jak mu velel rozkaz, přidal na Go-Daigovu stranu. Další vojevůdce loajální císaři, Jošisada Nitta, zaútočil 4. července na hlavní město šógunátu Kamakuru a dobyl ji. Asi 870 příslušníků klanu Hódžó, včetně posledních tří regentů, spáchalo ve svém rodinném chrámu Tóšódži rituální sebevraždu seppuku. To ukončilo moc klanu Hódžó a otevřelo cestu k novému vojenskému režimu, šógunátu Ašikaga.
Po pádu šógunátu Kamakura v roce 1333 začala tři roky trvající restaurace Kenmu, během níž se císařská dynastie opět dostala k moci.
Roku 1336 se Takaudži Ašikaga sám ujal funkce šóguna a založil šógunát Ašikaga.

## Instituce
Šógunát Kamakura fungoval v rámci systému imperiálně-aristokratické vlády z období Heian.
Joritomo Minamoto zřídil jako hlavní orgán vlády kancléřství neboli mandokoro. Později, za vlády regentů klanu Hódžó, se ústředním orgánem vlády stala samostatná instituce hjódžošú.
Šógunát jmenoval nové provinční vládce neboli šugo. Byli většinou vybíráni buď z mocných rodů z různých provincií, nebo byl tento titul udělen generálovi a jeho rodu po úspěšném tažení. Přestože si svoje záležitosti spravovali sami, byli díky své loajalitě k šógunovi teoreticky stále zavázáni centrální vládě. Tito vojenští vládci byli obdobou stávajícího systému guvernérů (kokuši), které jmenoval císařský dvůr v Kjótu. Postupem času si šugo uzurpovali moc od kokuši, čímž se stali de facto všemocnými guvernéry, zatímco kokuši byli guvernéry pouze de iure, což v praxi znamenalo bezmocnými držiteli titulů.
Šógunát rovněž jmenoval do pozic na panstvích (šóen) správce neboli džitó. Tito správci či šafáři dostávali příjmy z panství výměnou za svoji vojenskou službu. Sloužili společně s držiteli podobného úřadu, gesu, kteří měli na starost převážení poplatků z panství jejich majitelům v Kjótu. Tak platil podvojný vládní systém až do úrovně panství.
Pokud jde o právní záležitosti, vydala vláda v roce 1232 zákoník Goseibai šikimoku (御成敗式目) neboli Formulář rozsudků,  jenž byl nepřetržitě používán až do období Muromači. V tomto období byl rovněž zřízen odvolací soud nazývaný Mončúdžó.

## Seznam kamakurských šógunů
| #  | Obrázek | Jméno                        | Život     | Období vlády | Císař                     | Šikken                                                                                                  |
| -- | ------- | ---------------------------- | --------- | ------------ | ------------------------- | --- |
| 1. |         | Joritomo Minamoto 源 頼朝    | 1147–1199 | 1192–1199    | Go-Toba                   | funkce neobsazena                                                                                       |
| 2. |         | Joriie Minamoto 源頼家       | 1182–1204 | 1202–1203    | Cučimikado                | funkce neobsazena                                                                                       |
| 3. |         | Sanetomo Minamoto 源 実朝    | 1192–1219 | 1203–1219    | Cučimikado Džuntoku       | Tokimasa Hódžó Jošitoki Hódžó                                                                           |
| 4. |         | Joricune Fudžiwara 藤原 頼経 | 1226–1244 | 1218–1256    | Go-Horikawa Šidžó Go-Saga | Jošitoki Hódžó Cunetoki Hódžó                                                                           |
| 5. |         | Joricugu Fudžiwara 藤原 頼嗣 | 1239–1256 | 1244–1252    | Go-Saga Go-Fukakusa       | Cunetoki Hódžó Tokijori Hódžó                                                                           |
| 6. |         | princ Munetaka 宗尊親王      | 1242–1274 | 1252–1266    | Go-Fukakusa Kamejama      | Tokijori Hódžó Nagatoki Hódžó Masamura Hódžó                                                            |
| 7. |         | princ Korejasu 惟康親王      | 1264–1326 | 1266–1289    | Kamejama Go-Uda Fušimi    | Masamura Hódžó Tokimune Hódžó Sadatoki Hódžó                                                            |
| 8. |         | princ Hisaaki 久明親王       | 1276–1328 | 1289–1308    | Fušimi Go-Fušimi Go-Nidžó | Sadatoki Hódžó Morotoki Hódžó                                                                           |
| 9. |         | princ Morikuni 守邦親王      | 1301–1333 | 1308–1333    | Hanazono Go-Daigo         | Morotoki Hódžó Munenobu Hódžó Hirotoki Hódžó Mototoki Hódžó Takatoki Hódžó Sadaaki Hódžó Moritoki Hódžó |

### Seznam kamakurských regentů
| #   | Obrázek | Jméno                    | Život     | Období vlády | Císař                                 | Šógun                                 |
| --- | ------- | ------------------------ | --------- | ------------ | ------------------------------------- | ------------------------------------- |
| 1.  |         | Tokimasa Hódžó 北条 時政 | 1138–1215 | 1203–1205    | Cučimikado                            | Sanetomo Minamoto                     |
| 2.  |         | Jošitoki Hódžó 北条 義時 | 1182–1204 | 1205–1224    | Cučimikado Džuntoku Čúkjó Go-Horikawa | Sanetomo Minamoto                     |
| 3.  |         | Jasutoki Hódžó 北条 泰時 | 1183–1242 | 1224–1242    | Go-Horikawa Šidžó                     | Joricune Fudžiwara                    |
| 4.  |         | Cunetoki Hódžó 北条 経時 | 1224–1246 | 1242–1246    | Go-Saga                               | Joricune Fudžiwara Joricugu Fudžiwara |
| 5.  |         | Tokijori Hódžó 北条 時頼 | 1227–1263 | 1246–1256    | Go-Saga Go-Fukakusa                   | Joricugu Fudžiwara princ Munetaka     |
| 6.  |         | Nagatoki Hódžó 北条 長時 | 1227–1264 | 1256–1264    | Go-Fukakusa Kamejama                  | princ Munetaka                        |
| 7.  |         | Masamura Hódžó 北条 政村 | 1205–1273 | 1264–1268    | Kamejama                              | princ Munetaka princ Korejasu         |
| 8.  |         | Tokimune Hódžó 北条 時宗 | 1251–1284 | 1268–1284    | Kamejama Go-Uda                       | princ Korejasu                        |
| 9.  |         | Sadatoki Hódžó 北条 貞時 | 1272–1311 | 1284–1301    | Go-Uda Fušimi Go-Fušimi               | princ Korejasu princ Hasaaki          |
| 10. |         | Morotoki Hódžó 北条 師時 | 1275–1311 | 1301–1311    | Go-Nidžó Hanazono                     | princ Hasaaki princ Morikuni          |
| 11. |         | Munenobu Hódžó 北条 宗宣 | 1259–1312 | 1311–1312    | Hanazono                              | princ Morikuni                        |
| 12. |         | Hirotoki Hódžó 北条 煕時 | 1279–1315 | 1312–1315    | Hanazono                              | princ Morikuni                        |
| 13. |         | Mototoki Hódžó 北条 基時 | 1286–1316 | 1315–1316    | Hanazono                              | princ Morikuni                        |
| 14. |         | Takatoki Hódžó 北条 高時 | 1304–1333 | 1316–1326    | Hanazono Go-Daigo                     | princ Morikuni                        |
| 15. |         | Sadaaki Hódžó 北条 貞顕  | 1278–1333 | 1326–1326    | Go-Daigo                              | princ Morikuni                        |
| 16. |         | Moritoki Hódžó 北条 守時 | 1295–1333 | 1326–1333    | Go-Daigo                              | princ Morikuni                        |